# Блиновская (Вологодская область)
Блиновская — деревня в муниципальном образовании Нижнеслободское сельское поселение Вожегодского района Вологодской области, с точки зрения административно-территориального деления входит в Нижнеслободский сельсовет.
По переписи 2002 года население — 12 человек.

## История
Основана не позднее XV века, поскольку в XVI веке упоминается в писцовых книгах. В то время входила в состав Кривослободской волости. В XIX веке — в составе Ёмбской волости Кадниковского уезда Вологодской губернии. На некоторое время территория волости входила в состав Вельского уезда Вологодской губернии.
После районирования вошла в состав сначала Лукьяновского, а затем Нижнеслободского сельсовета Вожегодского района. Во время коллективизации в деревне существовал колхоз «Строитель» в который входила также и деревня Левинская. После укрупнения колхозов вошла в колхоз имени Ленина, который в настоящеевремя реорганизован в СПК имени Ленина.
Основные фамилии: Зубаревы, Корешковы, Корнишовы, Смирновы, Соколовы, Федюнцовы.
До конца 1980-х годов в центре деревни стояла часовня Параскевы Пятницы, переоборудованная под зерносклад. Деревенский праздник — Блиновская пятница (летом — девятая пятница после Пасхи, зимой — 10 ноября).
В начале XX века в деревне проживало более 150 человек, сейчас здесь менее 10 жителей.

## Географические сведения
Блиновская расположена на правом берегу речки Серга, которая начинается на Сирском болоте в нескольких километрах от деревни и впадает в реку Ёмба (приток Кубены).
Деревня расположена на невысоком холме в двухстах метрах от реки, через которую переброшен железобетонный мост (на дороге регионального значения Вожега — Озерный). Склоны холма заняты полями, низины — сенокосами (в настоящее время они практически не используются и зарастают кустарником).
Расстояние по автодороге до районного центра Вожеги — 56 км, до центра муниципального образования Деревеньки — 7 км. Ближайшие населённые пункты — Климовская, Даниловская, Левинская.
Почвы суглинистые, в южной части деревни — песчаные.
Интересна топонимика окрестностей.
Поля — Дальние Полянки, Ближние Полянки, Быркова Полянка, Малое Поле, Большое Поле, Пригорода.
Бывшие поля, заросшие лесом после Великой Отечественной войны — Сафоново, Антонов Пенник, Никанорова Доровина, Починок, Скирпичник.
Сенокосы — Низовки, Голявы, Кокшинихи, Луг, Кочи, Матюгино, Пашков Чищеник, Переузина, Бык, Земские, Хроловские, Семёновские, Солотиха, Кужлиха, Верхотина, Медвежья Ж..а, Руляково, Верхний и Нижний Мостовики, Даниловская и Блиновская Межуполицы, Дальняя Гора, Погост, Зубарев Завор.
Урочища — Палкино, Дристуново, Довгуша, Куртасы.
Болота — Круглое, Сирское, Опевалово, Мужево.

## Экономика
В Блиновской испокон веков жили крестьяне. Земельных угодий было мало (с востока в 200 метрах от деревни за речкой Серьгой начинались земли других деревень), поэтому в деревне было распространено бондарничество. Крестьяне изготовляли на продажу бочки, кадки, ушаты, шайки, вёдра, мирники (большая кадка) и другую деревянную посуду. Последним бондарем был Иван Анатольевич Соколов (умер в 2000-х годах). На речке Серьге стояла водяная мельница (насыпь плотины и сейчас заметна). Выращивали пшеницу, озимую рожь, ячмень, овёс, горох, лён, репу. Все берега речки были расчищены под сенокосы. Скот пасли в лесу. Поля и покосы были огорожены: возле деревни — забором из жердей, дальше — осеком (наваленными друг на друга ёлочками и другими деревьями, подпёртыми кольями накрест).
После коллективизации в деревне был создан колхоз «Строитель» — активистами-бедняками были Павел Гавринцев и Шарыгин. Деревня была поделена на две бригады. Контора колхоза располагалась на первом этаже дома, в котором потом жила Клавдия Никандровна Корнишова.
После укрупнения Блиновская вошла в колхоз имени Ленина. В деревне был телятник и конюшня. В 1970-х годах их закрыли и перевели в центральную деревню 7-й бригады — Даниловскую.
Сейчас в деревне не осталось никакого промышленного производства.